# Aprostocetus tricolor
Aprostocetus tricolor är en stekelart som först beskrevs av Girault 1915.  Aprostocetus tricolor ingår i släktet Aprostocetus och familjen finglanssteklar. Inga underarter finns listade i Catalogue of Life.